# 183294 Langbroek
183294 Langbroek è un asteroide della fascia principale. Scoperto nel 2002, presenta un'orbita caratterizzata da un semiasse maggiore pari a 3,0402161 au e da un'eccentricità di 0,1127269, inclinata di 6,32036° rispetto all'eclittica.
L'asteroide è dedicato all'astronomo amatoriale e archeologo olandese Marco Langbroek.